# Ндур, Абдалла
Абдалла́ Ндур (фр. Abdallah Ndour; 20 декабря 1993, Рюфиск) — сенегальский футболист, защитник клуба «Генгам» и сборной Сенегала.

## Клубная карьера
Родился 20 декабря 1993 года в городе Рюфиск. Воспитанник сенегальской футбольной школы «Женерасьон Фут». В 2011 году присоединился к французскому «Мецу», где стал выступать за резервную команду, в которой провёл три сезона, приняв участие в 45 матчах любительского чемпионата. За первую команду «Меца» провел лишь один матч 9 декабря 2013 года в Кубке Франции против «Кретея».
28 июля 2014 года на правах аренды перебрался в «Страсбур», с которым в следующем году заключил полноценный контракт. С командой Ндур вышел из третьего дивизиона в высший и в общей сложности провёл за команду более 100 игр чемпионата, впрочем в высшем дивизионе основным игроком не был.
В 2020 году, не продлив контракт со «Страсбуром», Ндур перебрался в клуб [[Чемпионат Франции по футболу (Лига 2)|Лиги 2 «Сошо», в составе которого провёл следующие три года своей карьеры игрока. Большинство времени, проведённого в составе «Сошо», был основным игроком защиты команды.
27 июля 2023 года заключил трехлетний контракт с «Генгамом».

## Карьера в сборной
24 марта 2023 года дебютировал в официальных играх в составе национальной сборной Сенегала в матче квалификации Кубка африканских наций 2023 года с Мозамбиком (5:1).